# أرانتشا روس
أرانتشا روس (بالهولندية: Arantxa Rus) مواليد 13 ديسمبر 1990 في دلفت، هولندا، هي لاعبة كرة مضرب هولندية بدأت مسيرتها كمحترفة سنة 2008 تلعب باليد اليسرى وتحتل حالياً المرتبة رقم. 282 (11 يناير 2016) في تصنيف رابطة محترفات كرة المضرب. هي إحدى بطلات الجراند سلام. أعلى تصنيف لها في الفردي كان المركز الـ 61 في سنة 2012.

## بطولات حققتها
- أستراليا المفتوحة

## النهائيات

### فردي الفتيات: 1 (1–0)
| الحصيلة | السنة | البطولة           | الأرضية | المنافس    | النتيجة  |
| ------- | ----- | ----------------- | ------- | ---------- | -------- |
| الفوز   | 2008  | أستراليا المفتوحة | صلبة    | جيسيكا مور | 6–3, 6–4 |

## الخط الزمني للفردي
مفتاح
| ف | ن | ن.ن | ر.ن | د# | د.م | ل | أ.أ | ت | غ | ب | ف | ذ | م.خ | ل.ت |

(ف) فاز بالبطولة (ن) وصل النهائي (ن.ن) نصف النهائي (ر.ن) ربع النهائي (د#) الأدوار الأربعة الأولى (د.م) دور المجموعات (ل) شارك في كأس ديفيز (أ.أ) خرج من الأدوار الاولى (ت) خسر التصفيات التأهيلية (غ) غاب عن الحدث أو البطولة (ب) حصل على ميدالية برونزية (ف) حصل على ميدالية فضية (ذ) حصل على ميدالية ذهبية (م.خ) بطولة الماسترز خُفضت إلى مرتبة أقل (ل.ت) البطولة لم تعقد في السنة المعينة.
لتجنب الارتباك وازدواجية الحساب، يتم تحديث هذه المعلومات إما في نهاية البطولة، أو عندما تكون مشاركة اللاعب في البطولة قد انتهت.
| الدورة            | 2007 | 2008 | 2009 | 2010 | 2011 | 2012 | 2013 | فوز / مشاركة | ف-خ   |
| ----------------- | ---- | ---- | ---- | ---- | ---- | ---- | ---- | ------------ | ----- |
| أستراليا المفتوحة | A    | A    | ت2   | ت1   | د2   | د1   | د1   | 0 / 3        | 1–3   |
| فرنسا المفتوحة    | A    | A    | د2   | ت2   | د3   | د4   | د1   | 0 / 4        | 6–4   |
| بطولة ويمبلدون    | A    | A    | ت1   | د1   | ت2   | د3   | د1   | 0 / 3        | 2–3   |
| أمريكا المفتوحة   | A    | A    | د1   | ت2   | د2   | د1   | A    | 0 / 3        | 1–3   |
| فوز-خسارة         | 0–0  | 0–0  | 1–2  | 0–1  | 4–3  | 5–4  | 0–2  | 0 / 12       | 10–12 |

## الخط الزمني للزوجي
مفتاح
| ف | ن | ن.ن | ر.ن | د# | د.م | ل | أ.أ | ت | غ | ب | ف | ذ | م.خ | ل.ت |

(ف) فاز بالبطولة (ن) وصل النهائي (ن.ن) نصف النهائي (ر.ن) ربع النهائي (د#) الأدوار الأربعة الأولى (د.م) دور المجموعات (ل) شارك في كأس ديفيز (أ.أ) خرج من الأدوار الاولى (ت) خسر التصفيات التأهيلية (غ) غاب عن الحدث أو البطولة (ب) حصل على ميدالية برونزية (ف) حصل على ميدالية فضية (ذ) حصل على ميدالية ذهبية (م.خ) بطولة الماسترز خُفضت إلى مرتبة أقل (ل.ت) البطولة لم تعقد في السنة المعينة.
لتجنب الارتباك وازدواجية الحساب، يتم تحديث هذه المعلومات إما في نهاية البطولة، أو عندما تكون مشاركة اللاعب في البطولة قد انتهت.
| الدورة            | 2011 | 2012 | 2013 | ف-خ |
| ----------------- | ---- | ---- | ---- | --- |
| أستراليا المفتوحة |      | د1   | د1   | 0–2 |
| فرنسا المفتوحة    |      |      |      | 0–0 |
| بطولة ويمبلدون    |      | د1   |      | 0–1 |
| أمريكا المفتوحة   | د1   | د1   |      | 0–2 |
| فوز-خسارة         | 0–1  | 0–3  | 0–1  | 0–5 |

## روابط خارجية
- أرانتشا روس على موقع رابطة محترفات التنس (الإنجليزية)
- أرانتشا روس على موقع الاتحاد الدولي لكرة المضرب (الإنجليزية)
- أرانتشا روس على موقع كأس بيلي جين كينغ (الإنجليزية)
- أرانتشا روس على موقع بطولة ويمبلدون (الإنجليزية)
- أرانتشا روس على موقع خلاصة التنس.كوم (الإنجليزية)
- أرانتشا روس على موقع إي إس بي إن.كوم (الإنجليزية)
- أرانتشا روس على موقع اللجنة الأولمبية الدولية (الإنجليزية)